# Гоцзицзянь

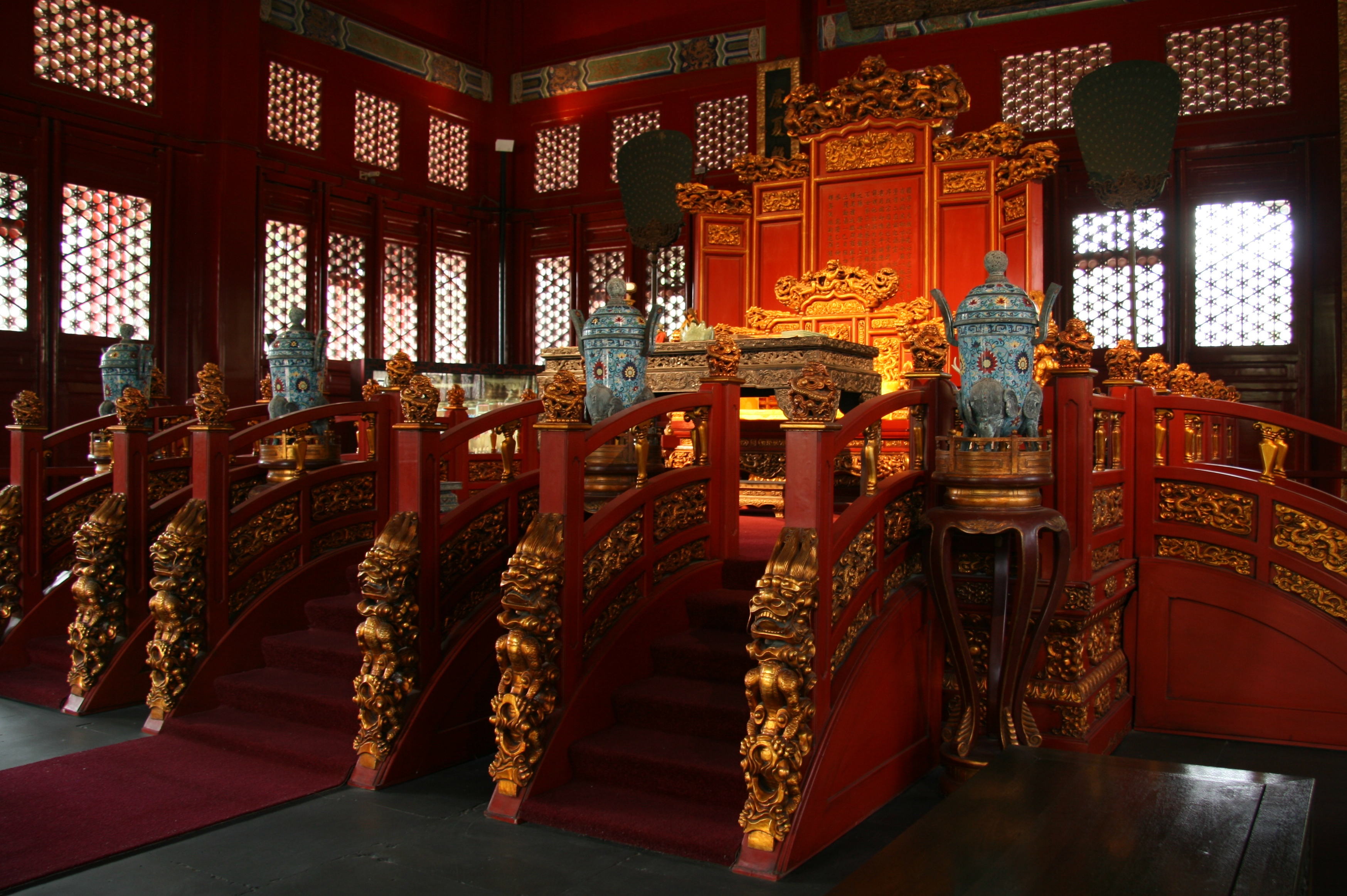
Зал, в якому імператор читав лекції майбутнім чиновникам

Гоцзицзянь (кит.: 国子监, піньінь: Guózǐjiàn — «Академія синів держави») — головний вищий навчальний заклад імператорського Китаю, в якому готували людей для вищих державних постів. В даний час — музей в Пекіні.
Пекінська Академія синів держави була заснована в 1306; згодом вона не раз розширювалася і перебудовувалася, в даний час її площа — понад 10 тисяч квадратних метрів. Знаходиться поруч з храмом Конфуція і становить з ним єдиний музейний комплекс. Три основних будівлі Гоцзицзянь (павільйони Піюн, Ілуньтан і Цзінітін) розташовані по осі північ-південь; на схід і захід від них розташовані шість залів.